# Sepultura plana
Uma sepultura plana é um enterro em um poço oval ou retangular simples. A cova está cheia de terra, mas a sepultura não é marcada acima da superfície por nenhum meio, como um túmulo ou terraplenagem vertical. Ambos, corpos humanos intactos (sepultura esquelética) e restos cremados (sepultura de urna) eram enterrados nessas sepulturas.

## História
Este método simples de enterro foi usado frequentemente por povos pré-históricos. Foi usado durante a cultura Funnelbeaker e cultura da cerâmica cordada. Era característico da cultura dos Campos de Urnas, que armazenava restos cremados em urnas e os enterrava em sepulturas planas. Os costumes funerários nem sempre seguiram um padrão de sofisticação continuamente crescente na história. Durante o início da cultura La Tène, os falecidos eram opcionalmente cremados e depois enterrados em túmulos, mas isso mudou durante o período posterior. Naquela época, os túmulos de tumulus tornaram-se raros e o enterro de restos cremados em sepulturas planas era o método dominante de enterro novamente.